# Haworthia specksii
Haworthia specksii är en grästrädsväxtart som beskrevs av Ingo Breuer. Haworthia specksii ingår i släktet Haworthia och familjen grästrädsväxter. Inga underarter finns listade i Catalogue of Life.